# Кератин-222
KRT222 (англ. Keratin 222) – білок, який кодується однойменним геном, розташованим у людей на 17-й хромосомі. Довжина поліпептидного ланцюга білка становить 295 амінокислот, а молекулярна маса — 34 158.
| 10         |  | 20         |  | 30         |  | 40         |  | 50         |
| ---------- |  | ---------- |  | ---------- |  | ---------- |  | ---------- |
| MELSQLLNEI |  | RANYEKILTR |  | NQIETVLSTR |  | IQLEEDISKK |  | MDKDEEALKA |
| AQAELKEARR |  | QWHHLQVEIE |  | SLHAVERGLE |  | NSLHASEQHY |  | QMQLQDLETV |
| IEGLEKELQE |  | VRRGIEKQLQ |  | EHEMLLNTKM |  | RLEQEIATYR |  | HLLEKEEIRY |
| YGCIQGGKKD |  | KKPTTSRVGF |  | VLPSAIINEI |  | SFTTKVPQKY |  | ENENVETVTK |
| QAILNGSIVK |  | ESTEAHGTIQ |  | TEKVDEVIKE |  | WEGSFFKDNP |  | RLRKKSVSLR |
| FDLHLAATDE |  | GCLETKQDNL |  | PDIEVRLIMR |  | RSCSIPSIKP |  | PSTAN      |

A: Аланін

C: Цистеїн

D: Аспарагінова кислота

E: Глутамінова кислота

F: Фенілаланін

G: Гліцин

H: Гістидин

I: Ізолейцин

K: Лізин

L: Лейцин

M: Метіонін

N: Аспарагін

P: Пролін

Q: Глутамін

R: Аргінін

S: Серин

T: Треонін

V: Валін

W: Триптофан

Задіяний у такому біологічному процесі, як альтернативний сплайсинг. 
Локалізований у проміжних філаментах.